# キャッツ・ドント・ダンス
『キャッツ・ドント・ダンス』（原題：Cats Don't Dance）は、1997年に公開されたワーナー・ブラザース配給のアニメ映画。劇場未公開のテレビ映画として制作された。アニー賞受賞。
日本国内でも劇場公開はされておらず「ダニー・ザ・キャット ハリウッドへ行く」の邦題で衛星放送等で放映された。本国では高い評価を受けている作品だが、日本国内での知名度は低く、2016年現在、日本でのDVD版及びBlu-ray Disc版は発売されていない。VHS版も絶版状態となっており、日本語字幕スーパー版の視聴はHBO MaxやAmazon.co.jpなどのネット配信サービスなどで視聴可能だが、日本語吹き替え版と二か国語版の視聴は、VHS版のみで、現状困難となっている。また、VHS版においては、本編終了後、ルーニー・テューンズの短編作品『早とちりの百万』（原題：The Million Hare、1963年）が収録されている。

## 概要
擬人化された動物キャラクターと人間が共存している社会が基本的な世界観である。動物キャラクターには魚類などの通常陸上では生活できない生き物も含まれており、陸上生物と同じように地上を歩いたりタバコを吸うなどして生活している。
監督はのちにディズニーで『ラマになった王様』を監督するマーク・ディンダル。音楽は『ジャイアント・ピーチ』『トイ・ストーリー』を手がけたランディ・ニューマンが担当。

## あらすじ
時代は1939年。『風と共に去りぬ』が上映されていたハリウッドの黄金時代である。
アメリカ・インディアナ州コーコモー出身の田舎者の若者ネコ・ダニーは、金は無いが持ち前の歌とダンスの才能を持ち、映画俳優になる夢を抱いてハリウッドへと旅立つ。
しかし、夢にまで見たハリウッドで彼が目の当たりにしたものは人間からの偏見と差別に晒され、砂を噛み締めながら底辺で生きることを強いられている動物たちの悲しい姿だった。才能があるにもかかわらず人間の役者よりも遥かに低い扱いしか受けず、小道具程度の役しか貰えない動物たち。それでもダニーは決して諦めることなく仲間たちを奮い立たせ、共に夢を追いかけていこうと奔走する。
そんな彼らの元に、「アメリカの恋人、子供と動物の友達」のキャッチコピーを持つハリウッドの超大物子役スター、ダーラ・ディンプル主演のミュージカル映画「ノアの箱舟」への出演オファーが舞い込む。大きなチャンスと話に乗ったダニーだが、それはキャッチコピーと満面の笑みとは裏腹に、我がままで性悪な本性を持つ動物差別主義者であり、目障りなダニーたちを追い出そうと目論むダーラの仕組んだ罠だった。企みに乗せられて撮影現場をめちゃくちゃにしてしまったダニーは追い出され、ハリウッドへの出入りを禁止されてしまう。
失意の中、帰り道のバスの窓から「ノアの箱舟」のプレミアム試写会の看板を見たダニーは、一計を案じて町へ引き返し、プレミアム試写会の招待状に細工をして、仲間たちを会場に呼び寄せる。そして試写会の余興として、自分たちでミュージカルショーを演じて人間たちをあっといわせてやろうともちかけるのだった。ダニーの熱意、そしてまさに今目の前に訪れた最大のチャンスに奮起した仲間たちは、ダニーと共についに夢に見た晴れ舞台へと立つ。ダーラの妨害もことごとく彼らの演技を引き立てる結果に終わり、全力のパフォーマンスを演じきったダニーたちに惜しみない賞賛の拍手が送られる。
こうして、ダニーたちは人間たちに認められて映画デビューを果たし、スターへの道を上り詰めていくのだった。醜い本性を露わにしてしまったために掃除婦に落ちぶれてしまったダーラとは裏腹に･･････。

## 登場キャラクター
ダニー
声：スコット・バクラ/小堺一機
本作の主人公のオスのネコ。体色はオレンジ。楽観的かつ純朴な青年でハリウッドで大物映画俳優になるという夢を希望を抱いて田舎から旅立ってきた。歌とダンスのことになると周りが見えなくなってしまう程の情熱と、誰よりも強い勇気と行動力を持ち、ままならない現実に諦めを覚えてしまった仲間達を奮い立たせて共に夢を追いかけていこうとする。
ソイヤー
声：ジャスミン・ガイ/高乃麗
本作のヒロインのメスのネコ。体色は白。美しい容姿をしているが性格はシニカルで厭世的。絶品と称されるほどの歌と踊りの才能を持っているにもかかわらず、ハリウッドでの動物役者に対する劣位な扱いによりその才能を発揮できないでいた。
ダニーに持ち掛けられたプレミアム試写会の余興では彼女の思いを歌詞にした歌とダンスでその才能を発揮した。
ダーラ・ディンプル
声：アシュリー・ペルドン/神代知衣
人間の女の子で、ハリウッドを代表する超大物子役。
「アメリカの恋人・子供と動物の友達」というキャッチコピーを持ち、表向きには笑顔と愛嬌を振りまいているが、本性は非常に性悪で意地汚く自己中心的かつわがままな性格の動物差別主義者。絶対に自分が主役でなければ気が済まず、些細なことですぐに癇癪を起こし、一度怒り出すと手がつけられない。こうした性格の悪さで映画関係者さえも萎縮させ、思うがままに振る舞っている。ハリウッドに自分以外のスターが出てくることを快く思っておらず、動物でありながらスターを目指すダニーたちの活動を妨害しようと裏であらゆる悪事を働く。
最終的に、ダニーたちのパフォーマンスの妨害の失敗で憤慨して舞台上でダニーたちへ浴びせた差別的な発言から本性が露呈したため、瞬く間にスターの座から転落し掃除婦に落ちぶれてしまった。
名前と容姿はシャーリー・テンプルのパロディ。
ティリー
声：キャシー・ナジミー/さとうあい
40歳ほどと思われる豊満で豪快なカバの女性。何事にも前向きで楽天的、やや力任せで強引な部分もあるが親切で気立てが良く、常にダニーのことを心配していた。
ウーリー
声：ジョン・リス＝デイヴィス/島香裕
60歳ほどと思われる巨大なアジアゾウの男性。マンモス映画という大手映画会社のマスコットになっており、仕事においてもカツラと作り物のキバを付けさせられてマンモスに仮装し、マンモス映画が製作する映画の冒頭で吼えるマンモスの役を演じている。（この冒頭で吼えるマンモスは「レオ・ザ・ライオン」のパロディ。）しかし彼の本来の特技と才能はピアニストであり、その腕は一流。
人間の役者にしかスポットライトが当たらないハリウッドの実情を目の当たりにしており、本来の特技を仕事にすることは完全に諦めていたが、ダニーからの励ましを受けて奮起し、夢をつかむために行動を共にする。
ダニーが持ち掛けたプレミアム試写会ではピアニストとしての優れた腕前を発揮してた。
L.B. マンモス
声：ジョージ・ケネディ/藤本譲
マンモス映画という大手映画会社の創始者。人間の男性。ダーラ・ディンプルのことをなにより映画の成功の秘訣と見ているが、実際にはダーラの暴挙でスターの卵が悉く潰されて彼女しかハリウッドの稼ぎ頭がいなくなったために、仕方なくおべっかを使わざるを得ない状況に置かれている。また、どこか彼女に対しても頭が上がらない様で、完全に彼女の支配下にある様子。その為、内心ダーラに対しては強い不満とストレスを抱えていたようで、終盤に本性を現したダーラをついにハリウッドから追放した。
フラニガン
声：ルネ・オーベルジョノワ/岩崎ひろし
マンモス映画で働く映画監督で、長い鼻が特徴的な人間の男性。マンモス同様にダーラの支配下にあり、怒りやすいダーラに対して常に肝を冷やしている。喋り方が特徴的。
フランシス
声：ベティ・ルー・ガーソン/翠準子
皮肉屋な魚（ビンナガ）の中年女性。ダンスの才能に関わらず魚だというだけで小物程度の扱いしかされない待遇に半ば諦め境地で辟易しており、常に気怠そうな態度で煙管を咥え飲んだくれている（飲んでいるものは塩水と思われる）。ヤギのクランストンとはダンスのパートナーであり恋仲だったようである。劇中の彼女のセリフからバツ1であることがうかがえる。
クランストン
声：ハル・ホルブルック/城山堅
陰気で頑固で排他的なヤギの老人。すっかり捻くれた性格になってしまい、完全に世の中のことを見限っているような態度でことあるごとに悪態をつく。老いてなお、そのダンスの腕前は衰えていない。
パッジ
声：マシュー・ヘリード/小桜エツ子
ペンギンの少年。バイトで氷売りをやっており、街中で出会ったダニーのダンスや歌に惚れ、ダニーのことを「ネコのお兄さん」と呼んで慕っている。体は小さいが勇気がある。
T.W.
声：ドン・ノッツ/亀山助清
後ろ向きな考えで臆病なカメの若者。常にフォーチュンクッキーの占いを気にしており、甲羅の中に占いの紙を大量に持っている。しかし実際は勇敢な役柄を演じたいと望んでいる。
マックス
声：マーク・ディンダル/大友龍三郎
ダーラに仕える忠実な召使い。人間離れした凄まじい巨体とフランケンシュタインのような恐ろしい形相をしており、その体から強烈なパワーと威圧感を放つ。ダーラの命令ならばどんな命令でも淡々と従い、ダーラの癪に障った人物に鉄槌を下したりする。彼本人には一切の感情が無く、表情も常に変わらないため非常に不気味で恐ろしい印象を放っている。顎を動かさず、唇だけを動かして喋るという不気味な喋り方をするのが特徴。なお、英語版では監督であるマーク・ディンダル本人が声をあてている。
その他日本語吹替：長嶝高士、落合弘治、天田益男、高宮俊介、鈴木紀子、小野美幸、永井誠

## スタッフ
- 監督：マーク・ディンダル
- 脚本：ロバーツ・ガナウェイ、クリフ・ルビー、エラナ・レッサー、テレサ・ペテングリ
- 音楽：スティーヴ・ゴールドスタイン、ランディ・ニューマン
- 製作：デヴィッド・カーシュナー、ビル・ブルーム、ポール・ガーツ